# Köprülü Fazıl Mustafa Paixà
Köprülü Fazıl Mustafa Paşa (1637 -1691) fou un gran visir otomà. Era fill del gran visir Köprülü Mehmed Paşa (mort el 1661) i germà del gran visir Köprülü Fazıl Ahmed Paşa (mort el 1666). Va ocupar diversos càrrecs administratius menors.
Era a Khanià durant el setge al final del qual la ciutat va caure en mans del seu germà (1669). El 20 de juny de 1880 fou nomenat setè visir a petició del seu cunyat el gran visir Kara Mustafa Paşa; va exercir alguns càrrecs militars i el 1881 ascendí a sisè visir, i cinquè visir el 1683. Tot seguit fou nomenat governador de l'eyalat d'Özi (incloent Nicòpolis = Özü). Executat el seu cunyat Kara Mustafa Pasha (desembre de 1683) pel seu fracàs al segon setge de Viena, va perdre el seu càrrec a la guàrdia de la sultana en favor d'un altre general, però ascendir a quart visir i el 1684 a tercer visir. El 1685 fou nomenat comandant militar de Quios i després va ocupar dos altres comandàncies militars. El motí de l'exèrcit (setembre de 1687) va portar al càrrec de gran visir (dia 17 de setembre) al seu cunyat Köprülü Damadı Abaza Siyavuş Paşa. El 7 d'octubre Köprülü Fazıl Mustafa Paixà fou cridat a Istanbul com a segon visir i caimacan, perquè Mehmet IV esperava que l'ajudaria a salvar el tron, però no hi estava disposat i va participar en la seva deposició el 8 de novembre de 1687; però va perdre el favor de l'exèrcit quan va voler restablir la disciplina; encara que el nou sultà Solimà II el va salvar de moment finalment fou exiliat al comandament de Boghaz i de fet fou condemnat a mort però el Shaykh al-Islam es va negar a ratificar la condemna. Poc després fou enviat a Khanià i el 1688 a Quios.
Davant la mala marxa de la guerra contra la Lliga Santa els ulemes van recomanar al sultà que Köprülü Fazıl Mustafa Pasha fos nomenat gran visir.. Fou cridat a Edirne el 25 d'octubre de 1689 i el 10 de novembre rebia el nomenament. Va fer una crida a l'aixecament de la moral, va prendre mesures a favor dels contribuents suprimint alguns impostos extraordinaris (entre els quals un sobre les begudes que incitava als cristians a donar suport a la Santa Lliga) i l'hivern va fer preparatius per una campanya militar l'any següent. El 13 de juliol de 1690 va sortir d'Edirne i va conquerir Pirot (10 d'agost), el fort de Musa Pasha i la fortalesa de Nish (9 de setembre després de 23 dies de setge). Va decidir llavors avançar sobre Belgrad (contra el consell dels seus oficials) i va ocupar Semendria després de 3 dies de setge el 27 de setembre i Belgrad després de 8 dies (8 d'octubre); destacament enviats des de Belgrad van ocupar Boghur-Delen, i restablir el domini otomà a Orsova, a la vora del Danubi, però van fracassar a Osijek. El 4 de novembre de 1690 va retornar a Istanbul i per tot el camí va posar terres en cultiu, va donar medis als pagesos, va recollir els que havien estat expulsats pels austríacs i va alliberar els presoners sense res a canvi. Durant l'hivern va sufocar la revolta d'Egipte i la de Xipre, i va reformar el cos dels geníssers, i la guàrdia imperial,, reduint les despeses sense afectar el servei.
El 1691 proposà enviar un general al Regne d'Hongria i ell supervisar des de la capital, però es va considerar preferible que marxés ell mateix al front. Estava a punt de sortir el maig però el sultà estava molt malalt i una facció pretenia restaurar a Mehmet IV; va prendre mesures per aturar el pla i va sortir d'Edirne el 15 de juny deixant instruccions estrictes: si el sultà moria el seu germà Ahmet l'havia de succeir. Efectivament el 22 de juny Ahmet II va pujar al tron i el va confirmar com a gran visir. Aquest va arribar a Belgrad el 20 de juliol, va creuar el Sava i va trobar als austríacs a Petrovaradin; els austríacs van avançar però aviat van retrocedir i el gran visir els va empaitar sense esperar als tàtars de Crimea; els otomans van agafar posicions a la vora del fort de Szalánkemén, però el general austríac, per temor a no trobar-se entre otomans i tàtars, va lliurar batalla (19 d'agost de 1691). L'ala esquerra turca es va enfonsar però el gran visir va anar a restablir la situació i quan ja ho aconseguia va morir d'una bala perduda, i la seva mort va portar la confusió i a la derrota otomana (Batalla de Slankamen. El 30 d'agost de 1691 el va succeir Arabadji Ali Paixà.